# Sint-Annakerk (Beilstein)
De Sint-Annakerk (Duits: St.-Anna-Kirche) is de parochiekerk van de protestantse kerkgemeente Beilstein-Billensbach en is gelegen ten noorden van de historische binnenstad van Beilstein in de Duitse deelstaat Baden-Württemberg.

## Geschiedenis
Oorspronkelijk stond op het kerkhof buiten de stadsburen van Beilstein een Nicolaaskapel, die voor het eerst in 1362 werd genoemd. Nog voor de reformatie, vermoedelijk in 1470, kwam uit deze kerkhofkapel de Sint-Annakerk voort. Vanaf 1616 nam de kerk de functie van parochiekerk van de Magdalenakerk over. Omdat de Annakerk geen toren bezat bleven de klokken bij de voormalige parochiekerk, waar ze ook nu nog hangen, ook al verloor de Magdalenakerk rond 1800 haar functie als kerk.
De Sint-Annakerk werd herhaaldelijk verbouwd (1617, 1786) en gerenoveerd, voor het laatst in de jaren 1988-1990. Een geplande nieuwbouw die zou leiden tot de herbestemming van de Sint-Annakerk tot kerkhofkapel kwam in 1980 niet tot stand.
Voor de kerk staat een oude winterlinde, die vermoedelijk vlak na de Dertigjarige Oorlog werd gepland.

## Architectuur

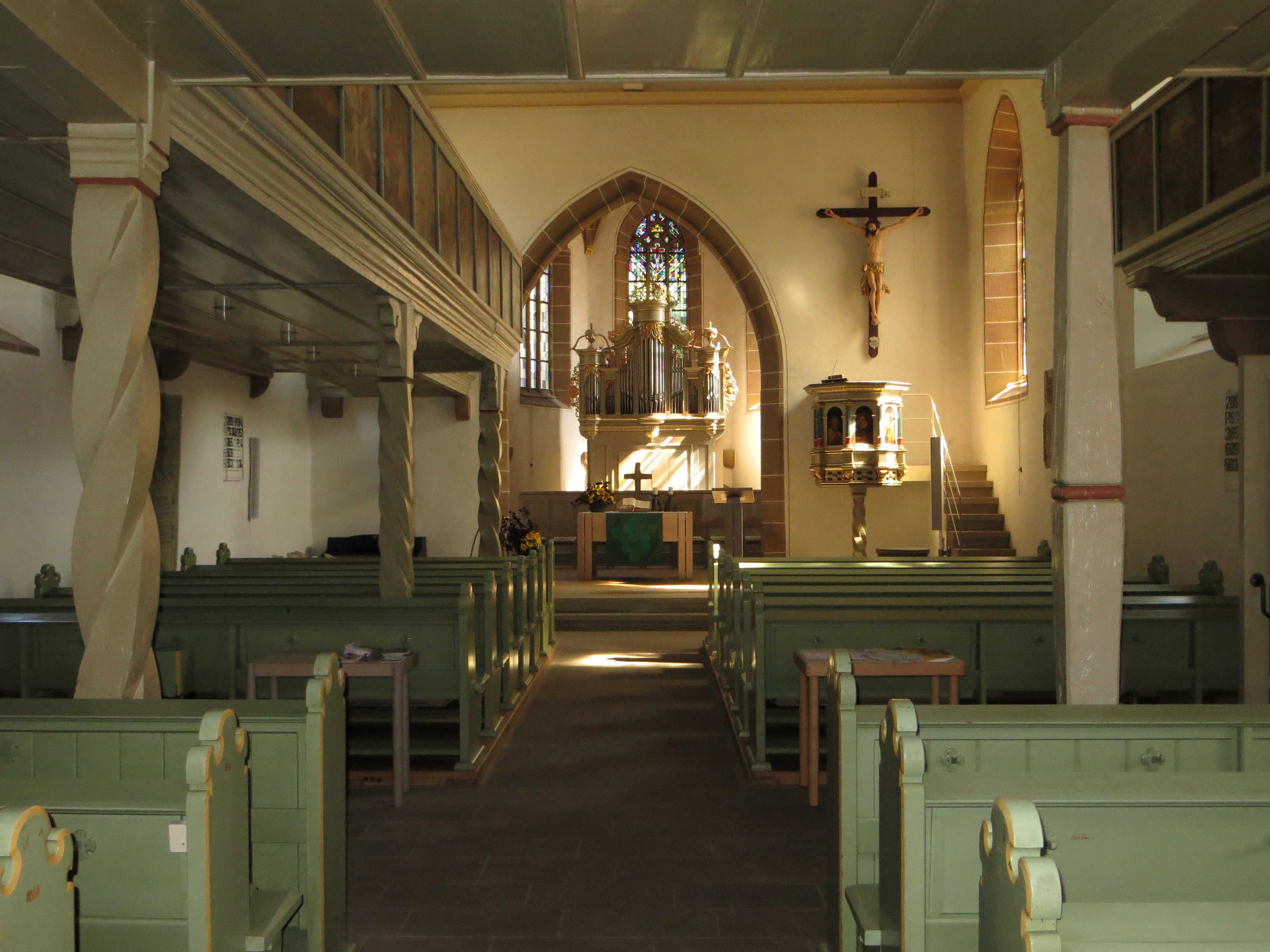
Overzicht interieur

Het kerkgebouw betreft een eenvoudige zaalkerk met een kleine dakruiter en een in het oosten aansluitend koor. Het verhoogde laatgotische koor met maaswerkramen met een netgewelf is het oudste deel van het gebouw.

## Interieur
In de kerk is o.a. de galerij uit 1798 met veertien panelen, die de lijdensgeschiedenis van Christus afbeelden, noemenswaardig. Daarnaast bezit de kerk een renaissance kansel met voorstellingen van de vier evangelisten en de apostel Paulus, een crucifix uit 1685, een doopvont uit het jaar 1707 en gebrandschilderde ramen van de Duitse glasschilder Rudolf Yelin de Jongere.